# 徐涉
徐涉（越南语：／，1866年—1925年），越南阮朝官員。

## 生平
徐涉是河內省常信府上福縣河洄總溪洄社（今屬河內市常信縣河洄社溪洄村）人，嗣德十九年（1866年）出生。成泰六年（1894年），徐涉參加河南場鄉試，考中舉人。次年（1895年），徐涉會試中格，庭試考中副榜。徐涉与兄长徐淡鄉試、會試都是同榜，一時傳為佳話。
徐涉早年任英山知府。成泰十五年（1903年），充任乂安省二項商辦。成泰十七年（1905年），升任廣南按察使。維新初，升任承天府尹。維新四年（1910年）十月，升領廣義巡撫。維新九年（1915年），升南義總督。啟定八年（1923年），徐涉升協佐大學士致事。啟定十年（1925年）六月，徐涉去世，壽六十歲。阮廷追授太子少保。

## 子女
- 子徐步滋，維新九年舉人
- 子徐步沚，官至參佐，娶尚書高春肖之女高氏講。[4]